# Clistax brasiliensis
Clistax brasiliensis là một loài thực vật có hoa trong họ Ô rô. Loài này được Mart. mô tả khoa học đầu tiên năm 1829.